# Joseph Mahmoud
Joseph Mahmoud (ur. 13 grudnia 1955 w Safi w Maroku) – francuski lekkoatleta specjalizujący się w biegach długodystansowych, przede wszystkim w biegu na 3000 metrów z przeszkodami, dwukrotny uczestnik letnich igrzysk olimpijskich (Los Angeles 1984, Barcelona 1992), srebrny medalista olimpijski z Los Angeles w biegu na 3000 metrów z przeszkodami.

## Sukcesy sportowe
- ośmiokrotny mistrz Francji w biegu na 3000 metrów z przeszkodami – 1980, 1981, 1982, 1983, 1984, 1985, 1989, 1992[1]

| Rok  | Miasto      | Zawody                     | Konkurencja                   | Wynik         |
| ---- | ----------- | -------------------------- | ----------------------------- | ------------- |
| 1983 | Casablanca  | Igrzyska śródziemnomorskie | bieg na 3000 m z przeszkodami | złoty medal   |
| 1983 | Helsinki    | Mistrzostwa świata         | bieg na 3000 m z przeszkodami | 4. miejsce    |
| 1984 | Los Angeles | Igrzyska olimpijskie       | bieg na 3000 m z przeszkodami | srebrny medal |
| 1985 | Paryż       | Światowe igrzyska halowe   | bieg na 3000 m                | 8. miejsce    |
| 1986 | Stuttgart   | Mistrzostwa Europy         | bieg na 3000 m z przeszkodami | 6. miejsce    |
| 1989 | Casablanca  | Igrzyska frankofońskie     | bieg na 3000 m z przeszkodami | brązowy medal |
| 1991 | Tokio       | Mistrzostwa świata         | bieg na 3000 m z przeszkodami | 10. miejsce   |

## Rekordy życiowe
- bieg na 1500 metrów – 3:38,39 – Saint-Maur 06/06/1984
- bieg na 3000 metrów – 7:45,26 – Marsylia 19/06/1985
- bieg na 3000 metrów (hala) – 8:00,76 – Paryż 18/01/1985
- bieg na 5000 metrów – 13:48,19 – Nicea 20/08/1984
- bieg na 3000 metrów z przeszkodami – 8:07,62 – Bruksela 24/08/1984 –  do 19/07/2002,  do 04/07/2003[3]